# オオイタビ
オオイタビ（大木蓮子・大崖石榴、学名：Ficus pumila）は、クワ科イチジク属の常緑つる性木本。東アジア南部に分布し、日本では関東南部以西、特に海岸近くの暖地に自生し、栽培もされる。茎から出る気根で固着しながら木や岩に這い登る。オオイタビの名は、イタビカズラに似て大型であることによる。中国名は、薜荔。台湾に生育する変種のアイギョクシ（Ficus pumila var. awkeotsang）は果実を食用に用いる。幼苗は観葉植物として利用され、フィカス・プミラの名でも流通しており、園芸品種もある。

## 分布・生育地
日本の千葉県以西の太平洋側から南西諸島にかけて分布する。人家の壁や石垣、ブロック塀、樹木を覆って茂る。

## 特徴
常緑のつる性木本。付着根でよじ登るつる性植物で、雌雄異株。葉は互生し、全縁で長楕円形から卵形、葉先は尖らず、一般に成葉で長さ5 - 10センチメートル (cm) でイタビカズラ（葉先は尖る）よりも大きくなるが、幼葉では長さ2 cm、幅1 cm前後と小さく、イタビカズラやヒメイタビ（枝葉に褐色の毛がある）と区別しにくい。家庭用の鉢植え栽培では成葉は生じないが、暖地の戸外では成葉が生じる。茎や葉など、どこを傷つけても白い乳液が出てべとつく。
イチジク属の他種と同様、花は壷状の隠頭花序（花嚢）の中に咲き、イチジクコバチ類によって授粉され、またその寄生により雄花序が果実様にふくれる。花嚢は、長さ5 cm前後の倒卵形で、花はその内側につくので花期でも外から見えない。雄花序（雄花嚢）はいつまでもスポンジ状で食べられない。雌株につく雌花序（雌花嚢）が受粉すると内部に多数の果実が形成され径3 - 5 cm、長さ6 cmほどの果嚢になり、9月末ごろ濃紫色に熟す。果嚢が熟すと花序の壁が自然に破れて外に出、これは食用可能（アイギョクシではこれからペクチンを抽出して食用にする）。

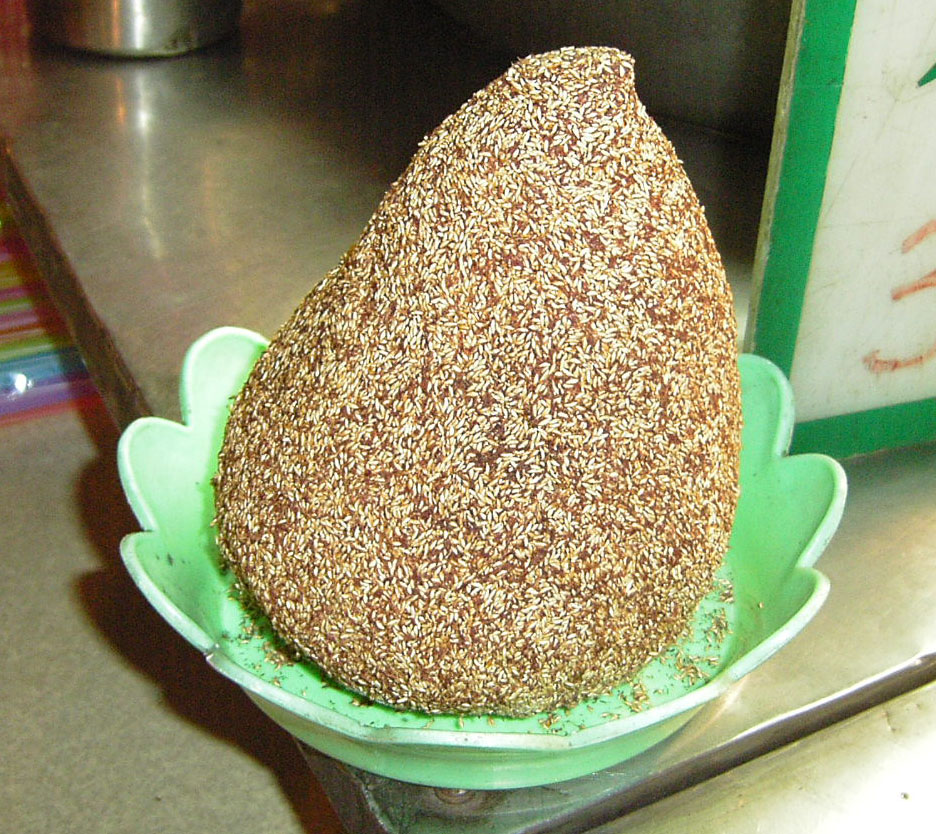
乾燥させ表裏をひっくり返したオオイタビの変種、アイギョクシの果実
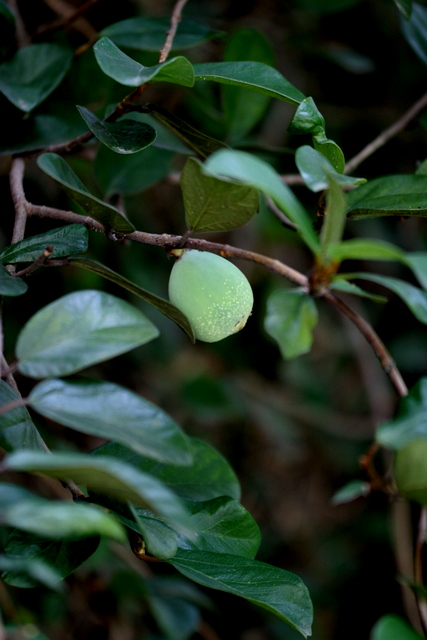
オオイタビの葉
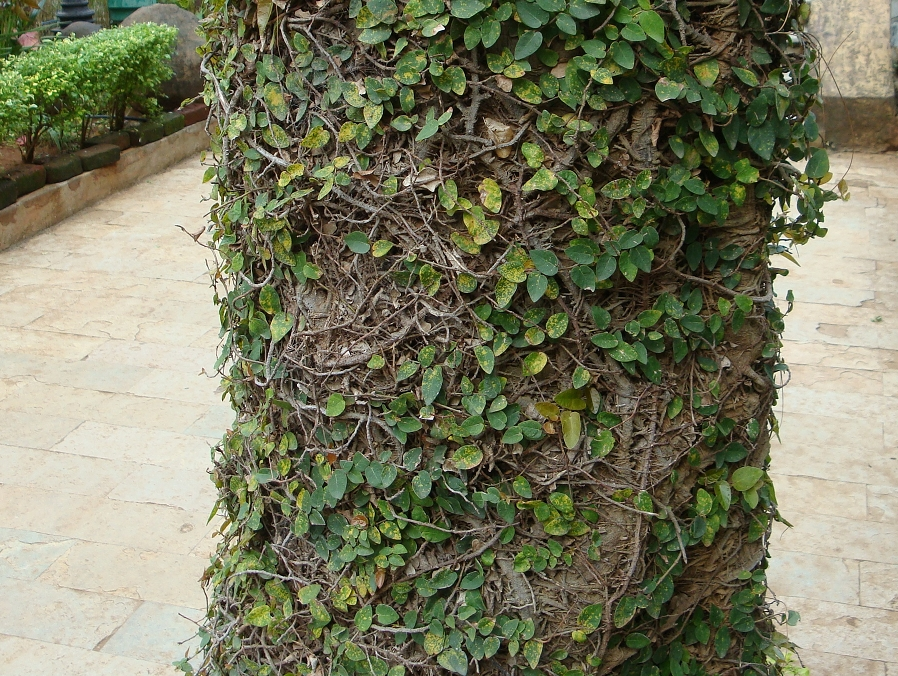
ヤシの木の幹を覆う
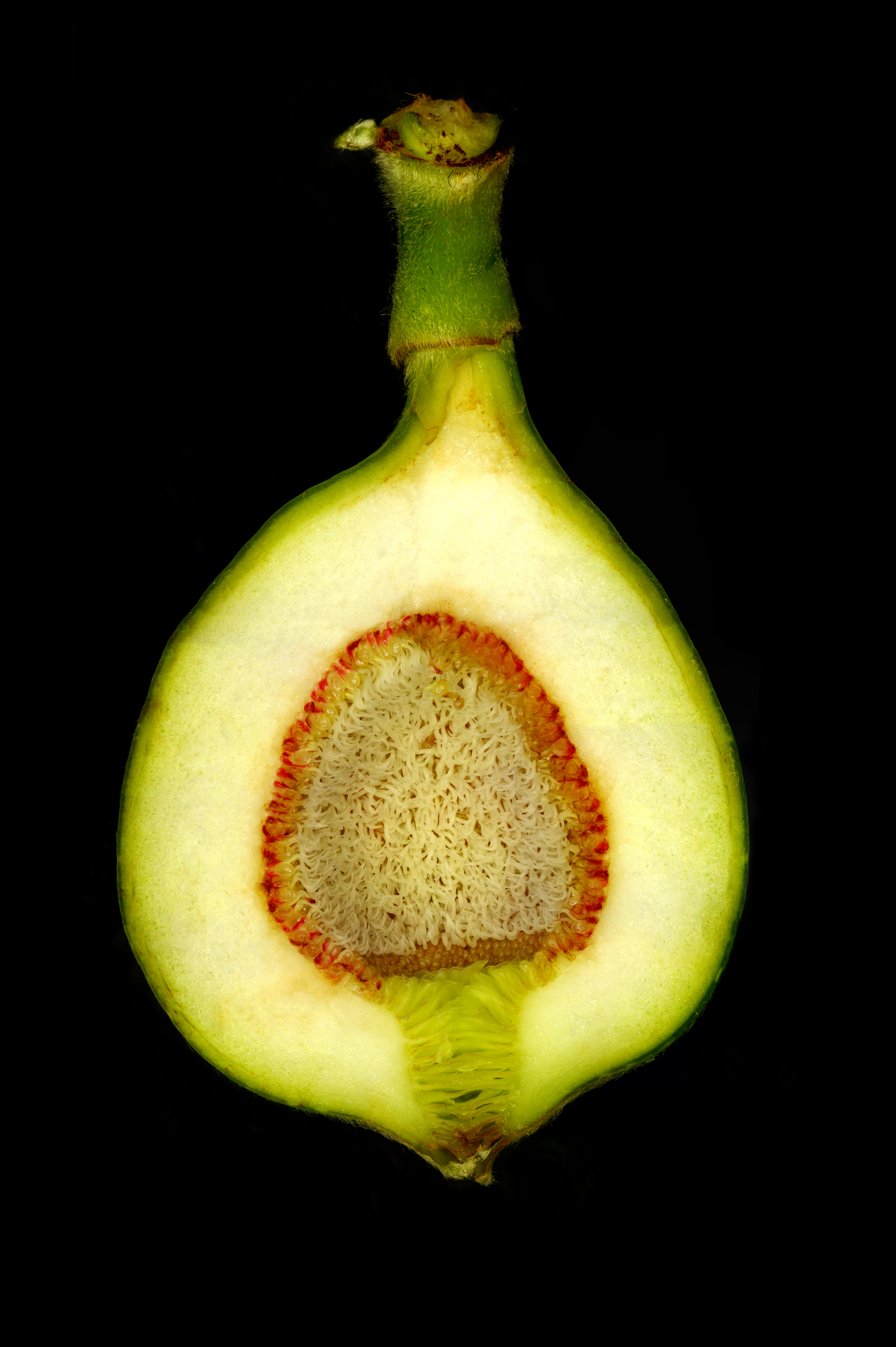
花序の断面
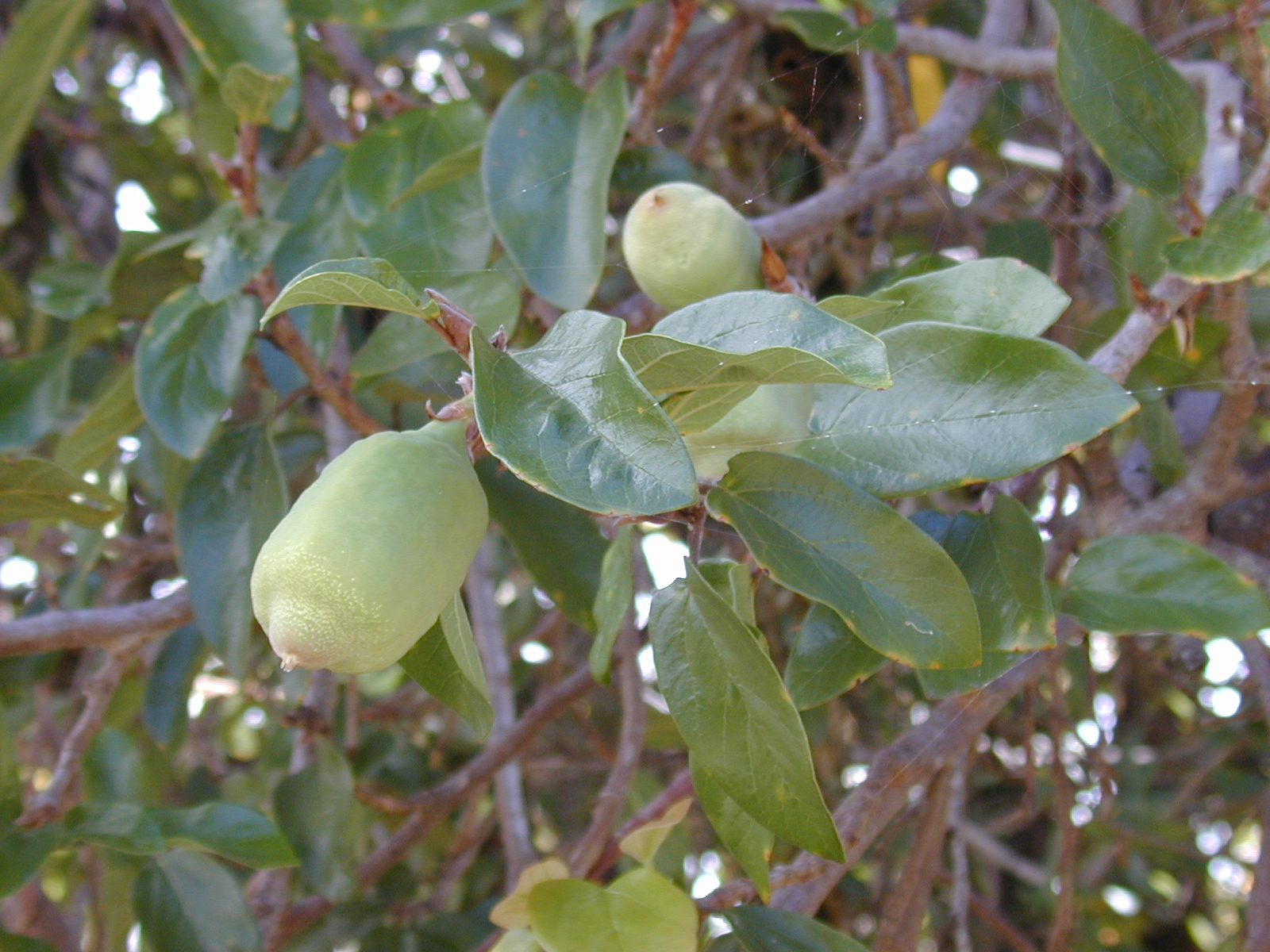
オオイタビの果実

## 利用
寒さには強いほうで、自生地では塀などに這わせて、暖地の戸外壁面緑化に利用されている。幼苗は観葉植物としても人気があり、学名からフィカス・プミラと呼ばれる。斑入り葉などの園芸品種がある。本州中部では露地栽培可能で壁面緑化に用いられるが、気根が基材を傷めることもある。

### 園芸品種
- ‘バリエガータ’（Ficus pumila ‘Variegata’） - 葉に黄緑色から白色の小さい斑が不規則に入る園芸品種[4]。
- ‘サニー’（Ficus pumila ‘Sunny’） - 白色斑入り葉の園芸品種[4]。

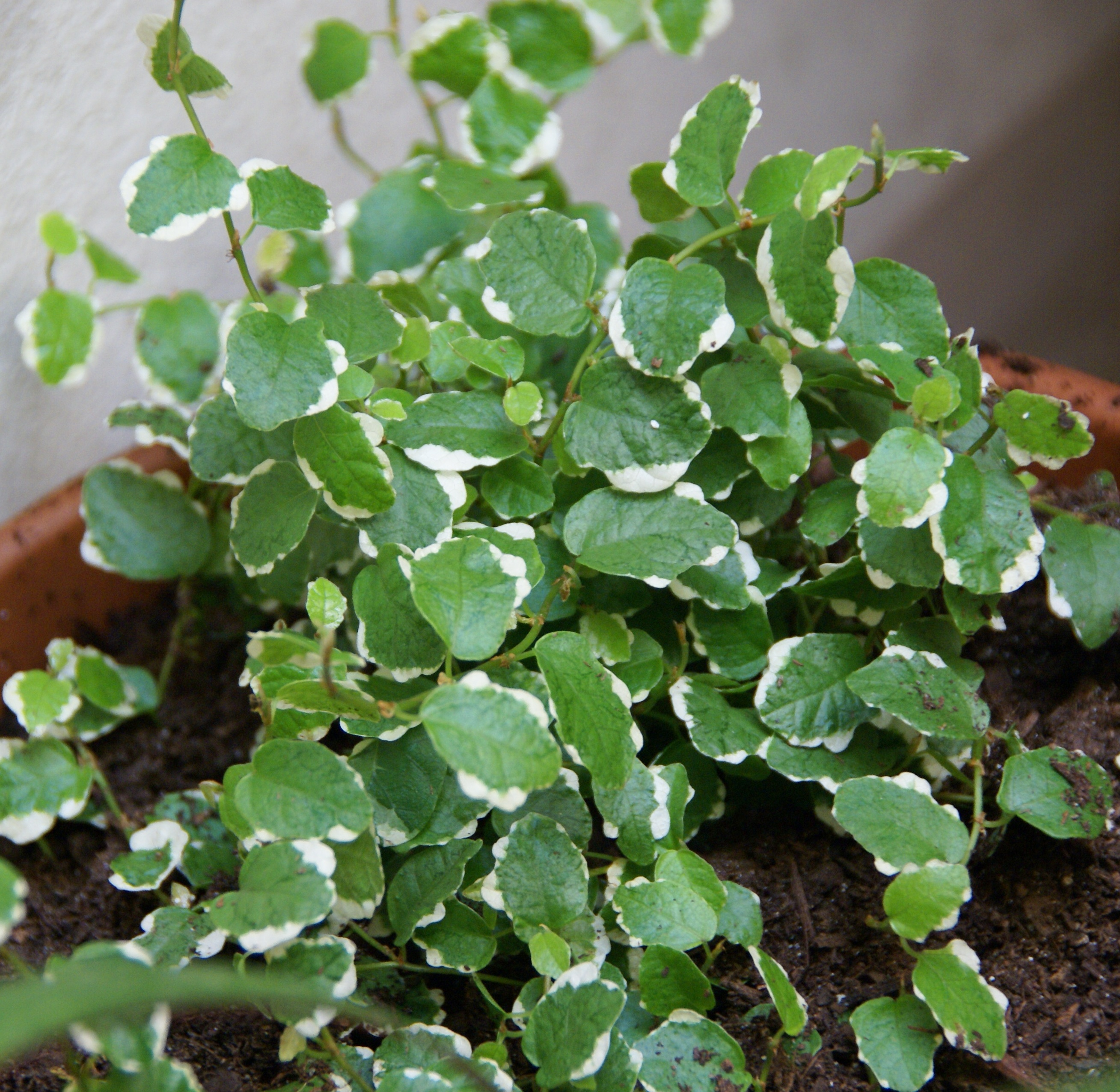
観葉植物としての「プミラ」
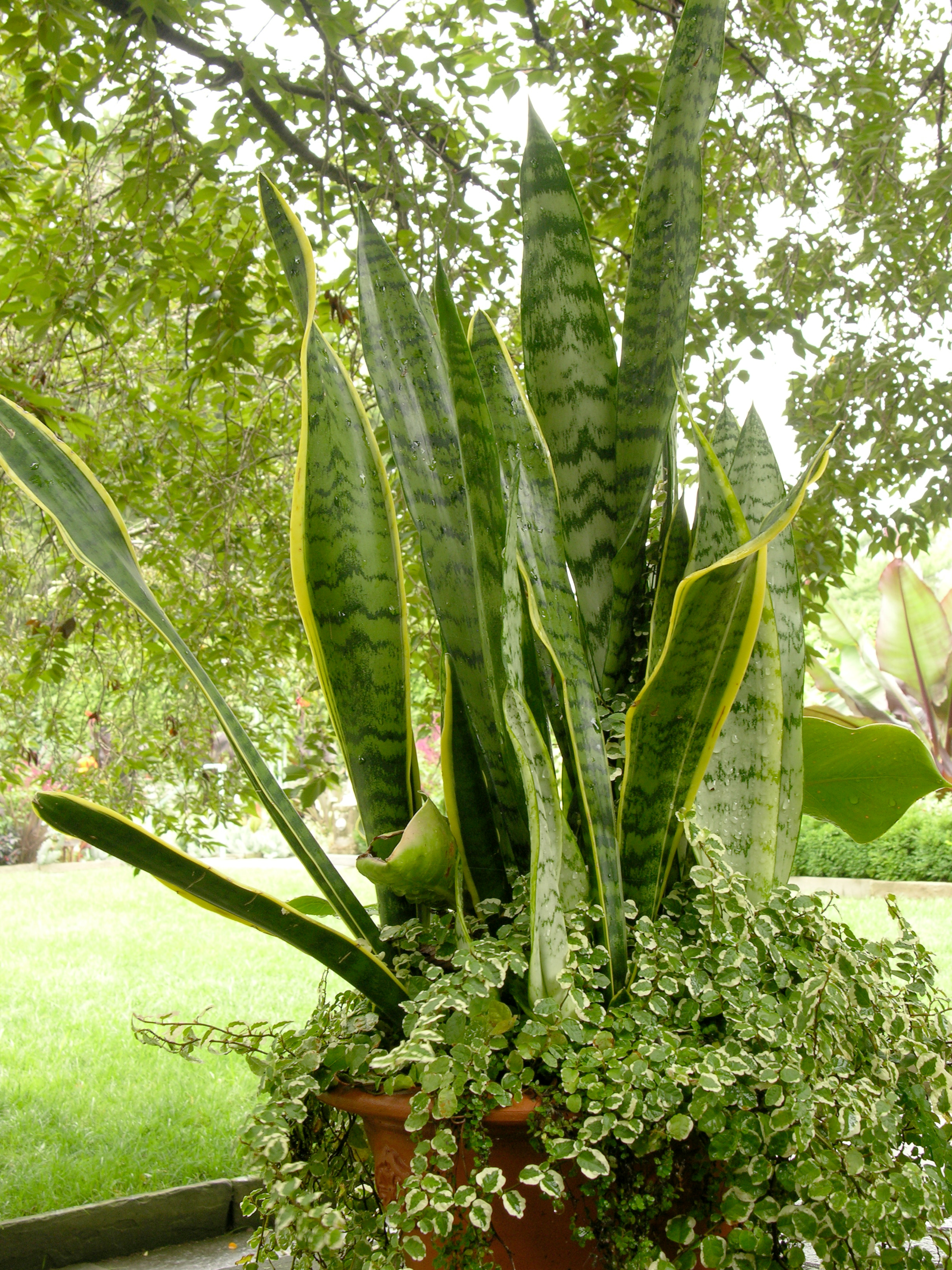
サンセベリアと寄せ植えされている「プミラ」
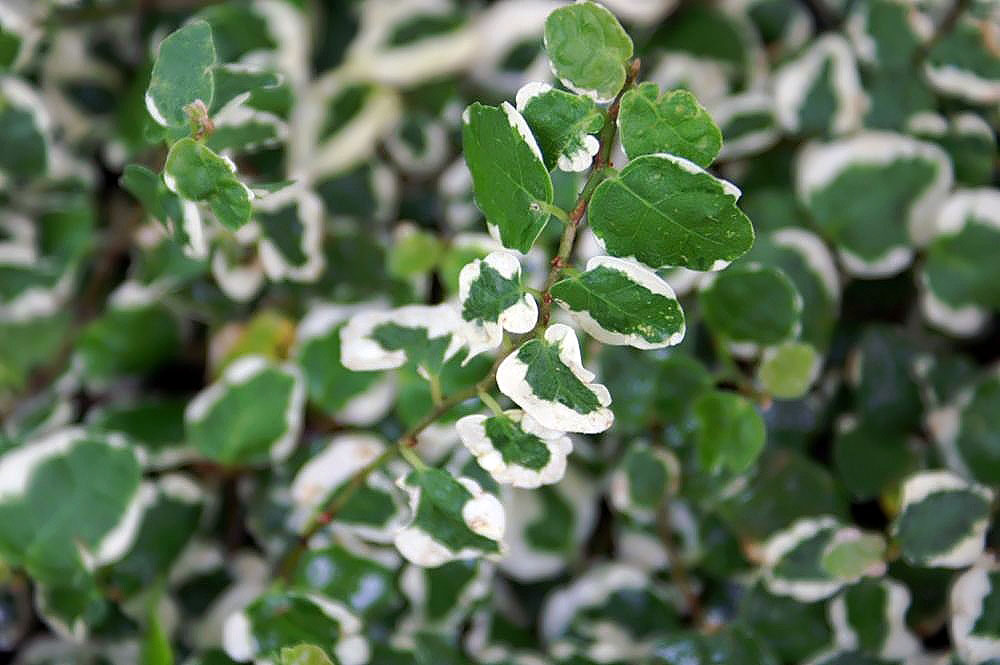
フィカス・プミラ ‘バリエガータ’

### 栽培
観葉植物で栽培される幼苗は、明るい日陰を好む性質があり、強い光に当たると葉が痛むことから半日陰で管理される。春から秋は水やりをたくさん行い、冬場は水切れしない程度に水やりを控える。施肥は、春から秋に液肥を2か月おき程度に与える。

### 食用
完熟した果嚢を摘み取って、スプーンなどですくって生食したり、ジャムなどに加工して食べる。

## 近縁種・近似種
近縁のイヌビワ（学名: Ficus erecta var. erecta）は、小型であるがオオイタビと同じような形態をしている。近似種のイタビカズラ（学名: Ficus sarmentosa subsp. nipponica）やヒメイタビ（学名: Ficus thunbergii）は、花嚢の直径が15 mmと小さい。